# NGC 6370
NGC 6370 est une vaste galaxie elliptique située dans la constellation d'Dragon. Sa vitesse par rapport au fond diffus cosmologique est de 8 092 ± 68 km/s, ce qui correspond à une distance de Hubble de 119,4 ± 8,4 Mpc (∼389 millions d'al). NGC 6370 a été découverte par l'astronome américain Lewis Swift en 1885.
NGC 6370 une galaxie active de type Seyfert 2.